# Welgelegen (Baarn)
Villa Welgelegen aan de Emmalaan 7 is een rijksmonument in Baarn in de provincie Utrecht. Het huis staat in de villawijk Wilhelminapark die onderdeel is van het rijksbeschermd dorpsgezicht Prins Hendrikpark e.o.

## Oorsprong
De villa werd rond 1900 gebouwd als villa Agatha op de hoek Emmalaan - Anna Paulownalaan. Hierdoor zijn door de architect twee gevels uitgewerkt. Welgelegen heeft kenmerken van jugendstil en chaletstijl. Bouwmeester was mogelijk F.F. de Boois, die ook het raadhuis van Baarn ontwierp. Vooral de voorgevel van het raadhuis heeft in gespiegelde vorm overeenkomsten met Welgelegen.
Bijzonder aan het gebouw is dat het twee torentjes heeft. De toren aan de Anna Paulownalaan is spits, rank en gesloten, terwijl die aan de Emmalaan is robuust en open en van kantelen is voorzien.
In de toren zitten twee rondbogige openingen die iets weg hebben van de hoofdtoren van de Beurs van Berlage.
De villa was zestig jaar lang in gebruik als kleinschalig bejaardenhuis. Een van de vroegste bewoners was suikerfabrikant Hendrik Willem Adriaan van Oordt.